# Wjatscheslaw Wladimirowitsch Schokurow

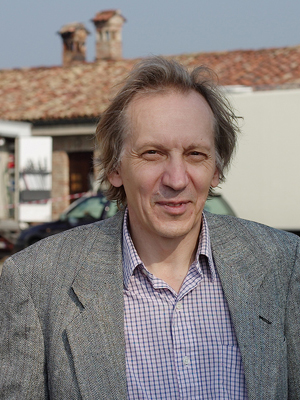
Wjatscheslaw Schokurow

Wjatscheslaw Wladimirowitsch Schokurow (russisch Вячеслав Владимирович Шокуров, englisch Vyacheslav Vladimirovich Shokurov; * 18. Mai 1950 in Moskau) ist ein russischer Mathematiker, der sich mit Algebraischer Geometrie befasst.
Schokurow studierte ab 1968 an der Lomonossow-Universität, an der er schon als Student bedeutende Arbeiten veröffentlichte und an der 1976 bei Yuri Manin promoviert wurde. Als Post-Doktorand war er an der Staatlichen Pädagogischen Hochschule Jaroslawl. 1986 habilitierte er sich (russischer Doktortitel). Er war am Steklow-Institut in Moskau und ist Professor an der Johns Hopkins University.
Schokurow befasste sich unter anderem mit Prym-, Kuga- und Fano-Varietäten und leistete wichtige Beiträge zum Minimal Model Programm höherdimensionaler algebraischer Varietäten (Nonvanishing Theorem, Log Flips). Ursprünglich für drei Dimensionen von Shigefumi Mori begonnen, wobei das Konzept eines Flips wesentlich war, war lange unklar wie man höhere Dimensionen behandeln sollte. Schokurow zeigte 2003 die Existenz von Flips in vier Dimensionen. Der allgemeine Beweis der Existenz von Flips in mehr als zwei Dimensionen gelang Caucher Birkar (ein Schüler von Schokurow der unter anderem dafür die Fields-Medaille erhielt), Christopher Hacon und James McKernan 2016. Schokurow war auch in den 1990er Jahren an der Erweiterung des Minimal-Model-Programms zum Log-Minimal-Model-Programm beteiligt, in der jede Varietät mit einer anderen mit einer um 1 kleineren Dimension gepaart ist.
1986 war er Eingeladener Sprecher auf dem Internationalen Mathematikerkongress in Berkeley (Numerical Geometry of Algebraic Varieties, vorgetragen von Eckart Viehweg).
Er gehört zum Herausgebergremium des American Journal of Mathematics.

## Schriften
- Riemann surfaces and algebraic curves. In: Igor R. Shafarevich (Hrsg.): Algebraic Geometry. 1: Algebraic curves, algebraic manifolds and schemes (= Encyclopedia of Mathematical Sciences. Band 23). Springer, Berlin 1994, ISBN 3-540-51995-5 (englisch).
- Algebraic curves and their Jacobeans. In: Aleksej N. Parshin, Igor R. Shafarevich (Hrsg.): Algebraic Geometry. 3: Complex algebraic varieties, algebraic curves and their Jacobians (= Encyclopedia of Mathematical Sciences. Band 36). Springer, Berlin 1998, ISBN 3-540-54681-2 (englisch).
- mit V. A. Iskovskikh: Birational models and flips. Russian Math. Surveys, Band 60, 2005, S. 27–94.
- Prelimiting flips. Proc. Steklov Institute, Band 240, 2003, S. 75–213.
- 3-fold log flips. Russ. Acad. Sci. Izv. Math., Band 40, 1993, S. 95–202.
- The nonvanishing theorem. Math. USSR-Izv., Band 26, 1986, S. 591–604.
- On the closed cone of curves of algebraic 3-folds. Math. USSR-Izv., Band  24, 1985, S. 193–198.
- Prym varieties: theory and applications. Math. USSR-Izv., Band 23, 1984, S. 83–147.
- The existence of a straight line on fano 3-folds. Math. USSR-Izv., Band 15, 1980, S. 173–209.
- Smoothness of the general anticanonical divisor on a fano 3-fold. Math. USSR-Izv., Band  14, 1980, S. 395–405.
- The Noether-Enriques theorem on canonical curves. Math. USSR-Sb., Band 15, 1971, S. 361–403.